# Aybüke Pusat
Aybüke Pusat (ur. 25 lutego 1995) – turecka aktorka, tancerka baletowa i modelka.

## Życiorys
Ukończyła kierunek związany z baletem na Uniwersytecie Hacettepe w Ankarze, a następnie studiowała biznes na Uniwersytecie Anadolu.
W 2014 roku została Miss Turcji w jednej z kategorii. W tym samym roku rozpoczęła karierę aktorską, grając w serialu Medcezir. Ponadto wystąpiła w takich produkcjach jak Söz i Şahin Tepesi.

## Filmografia

### Filmy
| Rok  | Tytuł | Rola   |
| ---- | ----- | ------ |
| 2019 | Kapı  | Nardin |

### Seriale
| Rok       | Tytuł         | Rola               |
| --------- | ------------- | ------------------ |
| 2014      | Medcezir      | Elif               |
| 2015      | Beş Kardeş    | Zeynep             |
| 2015–2016 | To moje życie | Zeynep             |
| 2016      | Familya       | Su Beyoğlu         |
| 2017–2018 | Söz           | Bahar Kutlu Karasu |
| 2018      | Şahin Tepesi  | Verda              |
| 2019      | Her Yerde Sen | Selin Sever        |